# Pierre Johanns
Pierre Johanns (Heinerscheid, 1º aprile 1882 – Arlon, 8 febbraio 1955) è stato un gesuita e missionario lussemburghese.

## Biografia
Dopo gli studi di teologia a Lovanio e di indologia ad Oxford fu inviato nel 1921 missionario in India, dove fu professore al St Xavier's College di Calcutta e al Teologato di Kurseong (Darjeeling).
Fu pioniere nel promuovere un nuovo approccio verso la spiritualità e la teologia indù che diffuse attraverso la rivista Light of the East; ciò ha preparato la via al cambiamento radicale della prospettiva verso le religioni orientali non-cristiane che infine è sfociato nel Concilio Vaticano II, attraverso la dichiarazione Nostra Aetate (sulle religioni non cristiane).
Trovò in Adi Shankara, il grande filosofo indù del IX secolo, vie spirituali e teologiche che conducono a Cristo. Così diede inizio ad un movimento di "acculturazione" della fede cristiana nei riguardi di quella indù. La sua opera principale fu pubblicata nel 1932-33: Vers le Christ par le Vedanta (2 volumi); altre opere: Hinduism (Londra, 1935), Introduction au Vedanta (Ranchi, 1943). Per motivi di salute tornò in Europa e morì ad Arlon (Belgio) nel 1955.

## Scritti
- Vers le Christ par le Védanta (2 vol.), Lovanio, 1932-1933
- Hinduism, Londra, 1935
- Introduction to the Vedanta, Ranchi, 1943
- La pensée religieuse de l'Inde, Namur, 1952